# Mike Perry (développeur)
Mike Perry, né en 1969, est directeur de la création chez Maxis et Electronic Arts, où il a travaillé sur de nombreux jeux Sim. Il a notamment produit et conçu les SimFarm et SimTower. En 2011, il devient producteur exécutif chez Zynga et responsable de la gestion du jeu FarmVille.

## Biographie
Le premier jeu de Mike Perry était un Astrosmash-like, qu'il a codé en BASIC sur un Timex Sinclair 1000 à l'âge de 13 ans. Il a vécu à Naval Air Station Pensacola, comme son beau-père était officier dans la Navy. Perry était un adepte de la console C64 à l'université, où il enseignait lui-même la programmation de jeux et d'applications BBS. Cependant, il a abandonné avant d'obtenir son diplôme, afin d'explorer une carrière musicale et se déplacer vers la Californie.
Durant les deux années suivantes, il a travaillé dans le stand de jeu vidéo d'un Toys'R'Us et jouer de la guitare rythmique pour un groupe de heavy metal. Il a alors décidé de chercher un poste dans l'industrie du jeu vidéo. Il devient ainsi standardiste à Hudson Soft. Progressivement, ses fonctions sont élargies au sein de la société et il prend en charge la conception des jeux Bomberman 2 et Super Adventure Island.
En 1992, Perry est engagé par Jeff Braun, travaillant chez Maxis, comme gestionnaire de projet. Il participe à la conception de SimEarth et SimCity. Perry se voit confier un nouveau projet, SimFarm, qu'il produit et co-réalise avec l'ingénieur Eric Albers. L'année suivante, Perry produit SimTower.
En 2011, Perry quitte Maxis et EA, et à compter du mois de juillet 2011, commence à travailler à Zynga, où il est producteur exécutif du jeu FarmVille.

## Œuvre

### Maxis
- SimFarm (1993), producteur et designer
- SimTower (1994), producteur
- Simhealth n' (1994), producteur
- Klik & Play (1994), producteur
- SimCity Classique (1995), producteur et programmateur
- SimCity 2000 de l'Édition Réseau (1996), producteur et designer
- SimCopter (1996), programmeur
- Rues de SimCity (1997), concepteur

### Electronic Arts
- Les Sims (2000), concepteur
- SimCity 3000 Illimités (2000), programmeur
- Les Sims Online (2002), programmeur
- Les Sims : Permis de sortir (2003), concepteur
- SimCity 4: Rush Hour (2003), testeur
- Les Urbz : Les Sims in the City (2004), concepteur
- Le Parrain: Le Jeu (2006), directeur de la création[3]
- Le Parrain 2 (2009), directeur de la création
- Darkspore (2011), producteur exécutif

### Zynga
- FarmVille (2011), producteur exécutif